# نهر داس أنتاس (ريو غراندي دو سول)
نهر داس أنتاس (ريو غراندي دو سول) هو نهر في ولاية ريو غراندي دو سول في جنوب البرازيل ، وهو جزء من حوض نهر أوروغواي. أسفل تقاطعها مع نهر كارييرو يشكل نهر تاكواري.
في نهر أنتاس، سيتم بناء سد من شأنه أن يتسبب في فيضان مساحته 91 هكتارًا وطول 10.5 كيلومترًا، لتشكيل بحيرة على الحدود الإقليمية لبلديات فلور دو سيرتاو و ديسكانسو و روميلانديا و ساو ميغيل دو أويستي.